# Buddelundia lateralis
Buddelundia lateralis är en kräftdjursart som först beskrevs av Gustav Budde-Lund 1913.  Buddelundia lateralis ingår i släktet Buddelundia och familjen Armadillidae. Inga underarter finns listade i Catalogue of Life.